# Dante Jeremy Aldea Arce
Jeremy Aldea (Lima, Perú, 30 de julio de 1997) es un futbolista peruano. Juega como mediocentro ofensivo y su equipo actual es Magia FC de la National Premier Soccer League. Tiene 24 años.

## Trayectoria
Se formó en las divisiones menores del Universitario de Deportes donde salió Bicampeón en el año 2014 y 2015 de la Copa Federación Oro. A inicios del 2017 se fue a prueba al Standard Lieja de Bélgica club donde no pudo quedarse. 

### Defensor la Bocana
A inicios del 2016 fue fichado por el club Defensor la Bocana que recién había ascendido a Primera División luego de campeonar la Copa Perú en el año 2015. Fue a préstamo del club Universitario de Deportes

### RFC LIEJA
A inicios del 2017 luego de estar a prueba en el Standard Lieja y de no pertenecer más al club Universitario de Deportes, formó parte del club Royal Football Club de Liège donde integró en la categoría sub-19 por un tiempo.

### Sport Rosario
El 2018 fichó por el Sport Rosario donde jugó la mayoría de partidos en el Torneo Promoción y Reserva, aunque estuvo en banca algunos partidos del Torneo Clausura

### Los Caimanes
A mediados del 2019 es oficializado como refuerzo de Los Caimanes de Lambayeque donde participó de la Copa Bicentenario 2019 e hizo su debut en la Liga2 contra el Club Sport Loreto.

### Magia FC
Llega como refuerzo a Magia FC para afrontar la National Premier Soccer League (NPSL) por el 2022

## Clubes
| Club                         | País           | Año       |
| ---------------------------- | -------------- | --------- |
| Defensor la Bocana           | Perú           | 2016      |
| Royal Football Club de Liège | Bélgica        | 2017      |
| Sport Rosario                | Perú           | 2018      |
| Los Caimanes                 | Perú           | 2019-2021 |
| Magia FC                     | Estados Unidos | 2022-     |